# 陰莖摩擦
陰莖磨擦，源於拉丁文“frot”，中文俗稱磨槍、击剑或鬥劍，指兩位或以上的男性或女雄，藉他（她）們的陰莖互相磨擦，以取得性愉悅性快感的行为。是一種非插入式性行為。摩擦亦可在其他身體部位進行，例如手臂、肚皮等。這個行為在群交或男同性恋很常見。

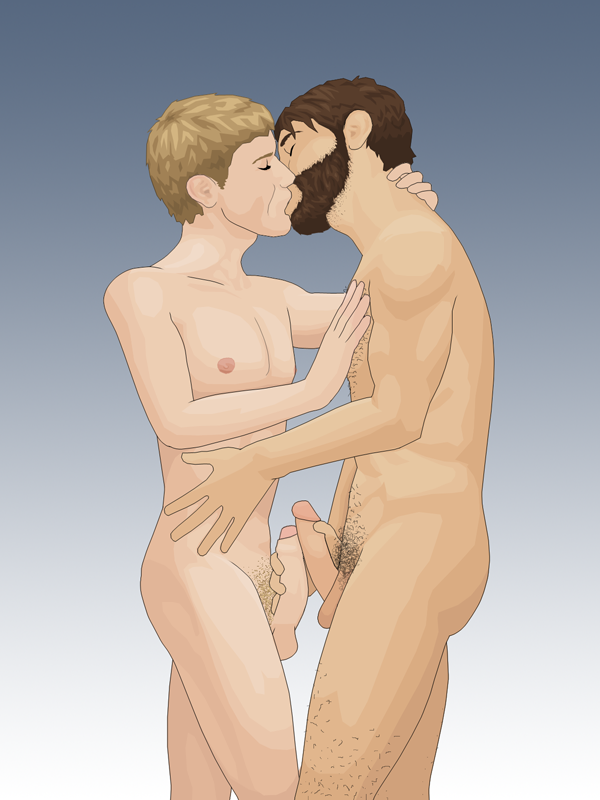
两个男人正在互相磨擦阴茎